# Bonanza Mountain Estates
Bonanza Mountain Estates es un lugar designado por el censo del condado de Boulder, Colorado, Estados Unidos. Según el censo de 2020, tiene población de 127 habitantes.
En los Estados Unidos, un lugar designado por el censo (traducción literal de la frase en inglés census-designated place, CDP) es una concentración de población identificada por la Oficina del Censo exclusivamente para fines estadísticos.

## Geografía
Está ubicado en las coordenadas 39°58′37″N 105°28′46″O / 39.97694, -105.47944 (39.97689, -105.479577). Según la Oficina del Censo, tiene una superficie de 0.44 km², correspondientes en su totalidad a tierra firme.

## Demografía
Según el censo de 2020, hay 127 personas residiendo en la zona. La densidad de población es de 290 hab./km². El 85.04% de los habitantes eran blancos, el 0.79% era afroamericano, el 1.57% eran amerindios, el 1.57% eran asiáticos, el 2.36% eran de otras razas y el 8.66% eran de una mezcla de razas. Del total de la población, el 6.30% eran hispanos o latinos de cualquier raza.